# Дір-Рівер (Міннесота)
Дір-Рівер (англ. Deer River) — місто (англ. city) в США, в окрузі Ітаска штату Міннесота. Населення — 909 осіб (2020).

## Географія
Дір-Рівер розташований за координатами 47°20′28″ пн. ш. 93°47′47″ зх. д. / 47.34111° пн. ш. 93.79639° зх. д. (47.340999, -93.796251).  За даними Бюро перепису населення США в 2010 році місто мало площу 3,34 км², уся площа — суходіл.

## Демографія
Згідно з переписом 2010 року, у місті мешкало 930 осіб у 397 домогосподарствах у складі 212 родин. Густота населення становила 278 осіб/км².  Було 434 помешкання (130/км²).
Расовий склад населення:
| - 83,8 % — білих - 11,5 % — корінних американців - 0,1 % — чорних або афроамериканців |

До двох чи більше рас належало 4,5 %. Частка іспаномовних становила 0,3 % від усіх жителів.
За віковим діапазоном населення розподілялося таким чином: 24,6 % — особи молодші 18 років, 53,8 % — особи у віці 18—64 років, 21,6 % — особи у віці 65 років та старші. Медіана віку мешканця становила 39,8 року. На 100 осіб жіночої статі у місті припадало 81,6 чоловіків;  на 100 жінок у віці від 18 років та старших — 77,0 чоловіків також старших 18 років.
Середній дохід на одне домашнє господарство  становив 38 656 доларів США (медіана — 26 875), а середній дохід на одну сім'ю — 43 639 доларів (медіана — 39 821). Медіана доходів становила 36 667 доларів для чоловіків та 25 313 долари для жінок. За межею бідності перебувало 16,8 % осіб, у тому числі 21,8 % дітей у віці до 18 років та 9,9 % осіб у віці 65 років та старших.
Цивільне працевлаштоване населення становило 350 осіб. Основні галузі зайнятості: освіта, охорона здоров'я та соціальна допомога — 29,7 %, мистецтво, розваги та відпочинок — 23,7 %, виробництво — 16,6 %.